# Abthorpe
Abthorpe – wieś w Anglii, w hrabstwie Northamptonshire, w dystrykcie (unitary authority) West Northamptonshire. Leży 18 km na południowy zachód od miasta Northampton i 93 km na północny zachód od Londynu. W 2001 miejscowość liczyła 285 mieszkańców.